# Levizija
Levizija (lat. Lewisia), rod listopadnih i vazdazelenih trajnica iz porodice Montiaceae. Postoji 18 priznatih vrsta sa zapada Sjeverne Amerike i jedan hibrid.

## Vrste
1. Lewisia brachycalyx Engelm. ex A. Gray
2. Lewisia cantelovii Howell
3. Lewisia columbiana (Howell ex A. Gray) B. L. Rob.
4. Lewisia congdonii (Rydb.) S. Clay
5. Lewisia cotyledon (S. Watson) B. L. Rob.
6. Lewisia disepala Rydb.
7. Lewisia glandulosa (Rydb.) Clay
8. Lewisia kelloggii K. Brandegee
9. Lewisia leeana (Porter) B. L. Rob.
10. Lewisia longipetala (Piper) Clay
11. Lewisia maguirei A. H. Holmgren
12. Lewisia nevadensis (A. Gray) B. L. Rob.
13. Lewisia oppositifolia (S. Watson) B. L. Rob.
14. Lewisia pygmaea (A. Gray) B. L. Rob.
15. Lewisia rediviva Pursh
16. Lewisia sacajaweana B. L. Wilson
17. Lewisia stebbinsii Gankin & W. R. Hildreth
18. Lewisia triphylla (S. Watson) B. L. Rob.

## Sinonimi
- Oreobroma Howell; Erythea 1: 31 (1893)
- Erocallis Rydb.; Bull. Torr. Bot. Club 33: 139 (1906)